# كروتون يوناني
كروتون يوناني (الاسم العلمي: Croton yunnanensis), نسبةً إلى إقليم يونان في الصين, هو نوع من النباتات يتبع جنس الكروتون من الفصيلة الفربيونية.